# Yoshinori Yagi
Yoshinori Yagi (八木 義徳, Yagi Yoshinori, 21 octobre 1911 - 9 novembre 1999) est un écrivain japonais.
Yagi, né à Muroran dans la préfecture de Hokkaidō, est diplômé en littérature française de l'université Waseda en 1938. En 1944, il est employé dans l'industrie chimique en Mandchourie. En tant qu'écrivain, il est passionné de Fiodor Dostoïevski et de Takeo Arishima et reçoit le prix Akutagawa pour Ryūkanbu (劉廣福) en 1944 et le prix Yomiuri pour Kazamatsuri en 1976. Certains de ses manuscrits sont aujourd'hui exposés au Musée de littérature de Muroran.

## Source
- Who's who among Japanese writers, Nihon Yunesuko Kokunai, Japanese National Commission for UNESCO, Japan P.E.N. Club, 1957.
- Hokkaido Guide: Places to Visit
- Notices d'autorité :   - VIAF
  - ISNI
  - LCCN
  - Japon
  - CiNii
  - Pologne
  - Israël
  - WorldCat